# Ајдеј
Ајдеј (исл. Æðey) малено је ненасељено острво у северном Атлантику. Административно припада Исланду, односно његовом округу Вестфирдир. Острво се налази на северозападу Исланда, у уском фјордовском заливу Исафјардардјуп, на око 220 км северно од главног града Рејкјавика.
Површина острва је свега око 1,26 km², издужено је у смеру север-југ у дужини до 2,2 км, док је максимална ширина свега 0,9 км. Највиша тачка острва се налази на надморској висини од 34 метра. Острво је доста равно и готово у целости обрасло травнатом вегетацијом. Острво Ајдеј је важно станиште врсте Somateria mollissima (морске патке) по којима је и добило своје име.
Острво се данас налази у приватном власништву и на њему делује метеоролошка и орнитолошка станица која је са радом почела још 1946. године. Некада се на острву налазила црква и фарма која се користила као место за снабдевање рибарских бродова.
Поред Ајдеја, значајнија острва у фјорду Исафјардардјуп су још и Вигур и Боргареј.